# Ramon Laporta Astort
Ramón Laporta Astort (Barcelona, 1888 - 1936) fue un pintor catalán español.
Ramon Laporta i Astort nació en Barcelona, hijo de Ildefons Laporta i Cerdà y de Maria Astort i Pijoans, ambos naturales de Barcelona. Su hermano fue el conocido músico Antoni Laporta i Astort. El joven Ramon Laporta estudió en la Escuela de la Lonja de Barcelona. Posteriormente en viaje de estudios se desplazó a Bruselas acompañando a su hermano, el pianista Antoni Laporta Astort. Luego se trasladó a París para ampliar su formación y técnica pictórica.
En 1911 participó en la Exposición de Bellas Artes de Barcelona con "Retrato del violinista Costa" y, a partir de entonces, concurrió varias veces a las Exposiciones Nacionales. En 1930, con el cuadro "Pilar", obtuvo tercera medalla en la Exposición Nacional de Bellas Artes. Expuso regularmente en la Sala Parés de Barcelona. 
Murió en 1936, todavía muy joven, en la propia ciudad de Barcelona. Su muerte prematura impidió la consolidación de su plenitud artística en época de madurez.
Su estilo es manifiestamente realista. Sus temáticas predilectas fueron el retrato y las naturalezas muertas pero sin renunciar  a las obras de paisaje y tampoco a las de figura. Se conserva obra suya en el Museo de Huelva, entre otros. En concreto, el cuadro "Pilar" que fue premiado en 1930 se conserva en el Museo de Huelva por depósito del Museo Nacional Centro de Arte Reina Sofía.

### Bibliografía

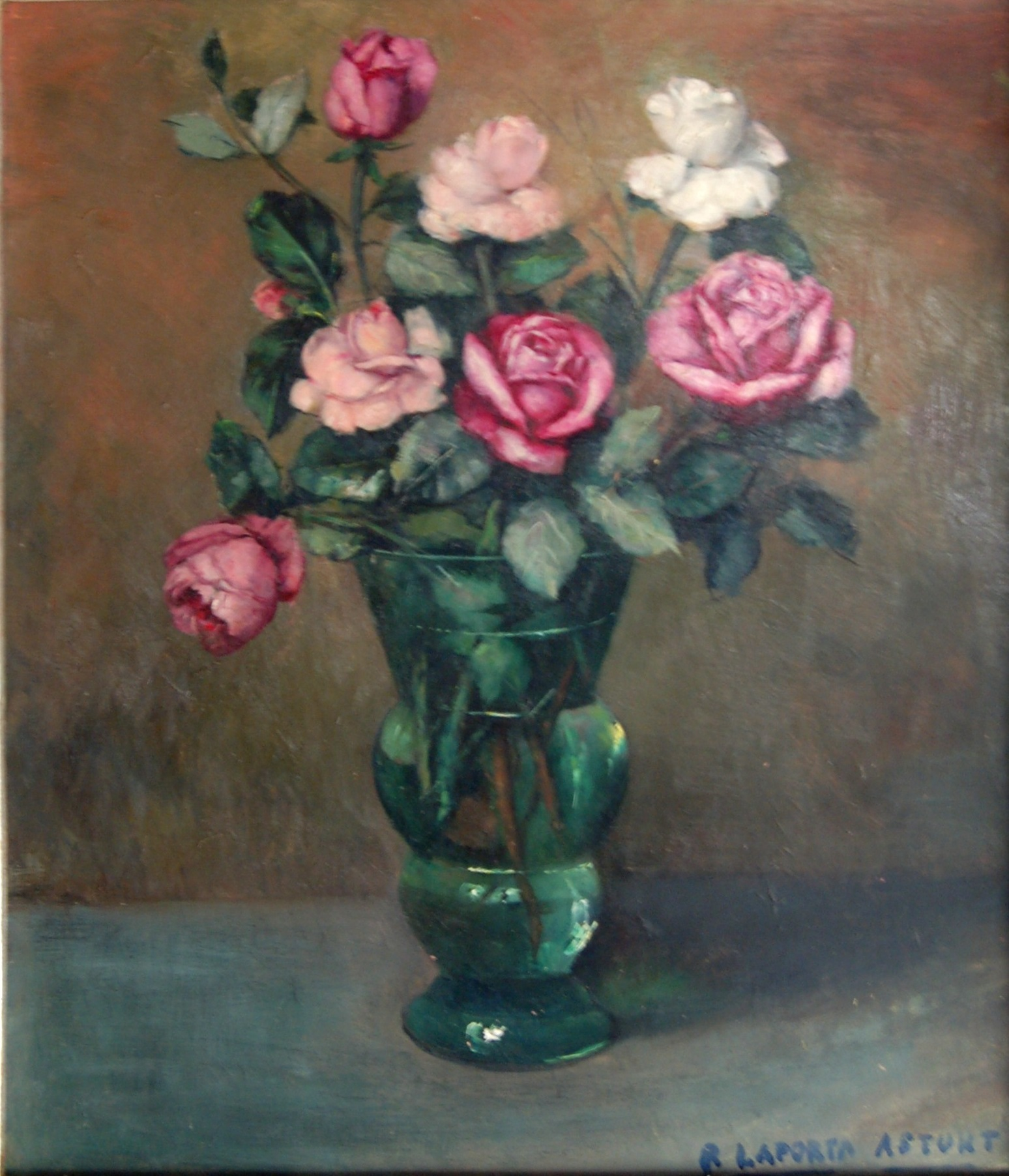
Ramon Laporta i Astort. Naturaleza muerta. Óleo sobre tabla. 74 cm x 64 cm